# 흥덕초등학교 (충북)
흥덕초등학교는 대한민국 충청북도 청주시에 있는 공립 초등학교이다.

## 학교 연혁
- 1987. 04. 07 흥덕국민학교 설립인가
- 1988. 03. 01 36학급 편성하여 개교
- 2010. 03. 01 충청북도교육청지정 시범학교 2년차 운영(직지학습)
- 2010. 09. 01 제11대 신관호 교장 취임
- 2012. 03. 01 청주교육대학교 교육실습 협력학교 지정(2년간)
- 2013. 02. 14 제25회 졸업식(졸업생 누계 7,573명)
- 2013. 03. 01 29학급 편성(특수학급 1학급 포함)
- 2014. 02. 18 제26회 졸업식(졸업생 누계 7,722명)
- 2014. 03. 01 28학급 편성(특수학급 1학급 포함)
- 2014. 09. 01 제12대 유승교 교장 취임
- 2015. 02. 16 제27회 졸업식

## 참고 자료
- 흥덕초등학교 - 한국교육학술정보원 학교알리미